# Sychowo
Sychowo (dodatkowa nazwa w j. kaszub. Sychòwò) – wieś kaszubska w Polsce położona w województwie pomorskim, w powiecie wejherowskim, w gminie Luzino.
W latach 1975–1998 miejscowość administracyjnie należała do województwa gdańskiego.
Najstarszą historię tej wsi obrazuje wykopalisko archeologiczne z 1973 roku. Odnaleziono wówczas dwa, unikatowej wartości (jedyne w Polsce) okazy archeologiczne. Były to popielnica domkowa datowana na lata 650-550 p.n.e., oraz popielnica z wyobrażeniem rąk, w której złożono spalone kości kobiety w wieku 35-45 lat. Oryginały znajdują się w Muzeum Archeologicznym w Gdańsku. Kopie tych zabytków można oglądać w luzińskiej bibliotece.
Pierwsza zapisana nazwa wsi brzmiała Świechowo, a jej właścicielami byli Świechowscy. Należała do typowych wsi folwarcznych, a jej mieszkańcy utrzymywali (i utrzymują) się głównie z rolnictwa. Przedostatnimi właścicielami była rodzina Sychowskich, a w okresie międzywojennym Bernard Gniota.
W Sychowie zachował się dworek z końca XIX wieku, adaptowany po II wojnie światowej na potrzeby oświaty. Szkole Podstawowej w Sychowie nadano im. Płk Stanisława Dąbka (dowódcy obrony lądowej wybrzeża z 1939 roku). Warto tu dodać, że wieś tę w 1780 roku zamieszkiwało 71 osób, współcześnie posiada 358 mieszkańców.

## Demografia
Dane z 30 września 2014
| Opis      | Ogółem | Ogółem | Kobiety | Kobiety | Mężczyźni | Mężczyźni | Dzieci | Dzieci |
| --------- | ------ | ------ | ------- | ------- | --------- | --------- | ------ | ------ |
| Jednostka | Osób   | %      | Osób    | %       | Osób      | %         | Osób   | %      |
| Populacja | 325    | 100    | 115     | 35      | 109       | 33        | 100    | 30     |

Liczba ludności w latach 2010 - 2023 (wg stanu na 31 XII)
| Rok  | Liczba mieszkańców |
| ---- | ------------------ |
| 2010 | 274                |
| 2011 | 275                |
| 2012 | 311                |
| 2013 | 319                |
| 2014 | 325                |
| 2015 | 332                |
| 2016 | 333                |
| 2017 | 354                |
| 2018 | 358                |
| 2019 | 374                |
| 2020 | 405                |
| 2021 | 399                |
| 2022 | 409                |
| 2023 | 422                |

## Turystyka

### Zabytki i interesujące miejsca
- dwór z końca XIX w. a obecnie budynek wykorzystywany przez Szkołę Podstawową
- pomnik przyrody Aleja Lipowa z XIX w.
- Szkoła Podstawowa im. Płk. Stanisława Dąbka
- Sala Gimnastyczna przy Szkole Podstawowej

### Szlaki turystyczne
- „Szlak nordic walkingi” o długości 15,5 km wiedzie przez Robakowo - Milwino przez Dąbrówkę i Sychowo

## Obiekty sakralne i cmentarze

### Parafie rzymskokatolickie
- Parafia rzymskokatolicka pw. św. Józefa Oblubieńca NMP, należąca do dekanatu Luzino, archidiecezji gdańskiej.dawna stajnia.

### Cmentarze
- Cmentarz parafialny